# Senecio jacobaea
Senecio jacobaea, comummente conhecida como erva-de-são-tiago (também grafada erva-de-santiago), é uma espécie de planta com flor, tóxica, pertencente à família das Asteráceas e ao tipo fisionómico dos hemicriptófitos. 

## Nomes comuns

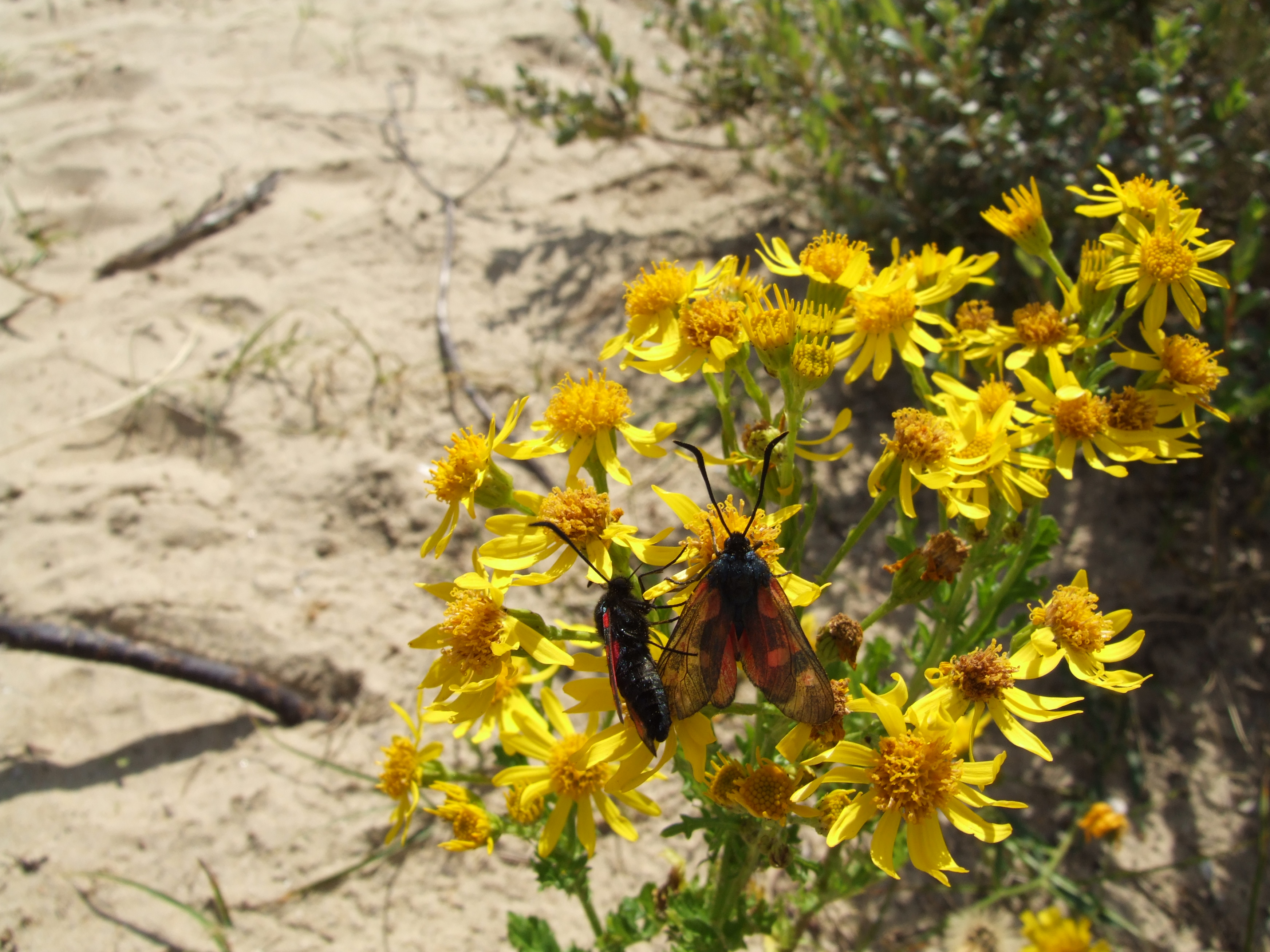
Jacobaea vulgaris

Além de «erva-de-são-tiago», dá ainda pelos seguintes nomes comuns: mija-cão e tasna (com as variantes gráficas tasneira, tasneirinha e tasninha)

## Descrição
Trata-se de uma planta herbácea, que tanto pode ser vivaz ou bianual. Chega a medir entre os 50 e os 100 centímetros de altura, contando com um caule forte e quase lenhoso junto à zona basal, a qual se ramifica, dando origem à parte superior da planta.
Apresenta folhas compridas, com as bordas dentadas. As inflorescências no capítulo são amarelas, formando corimbos umbeliformes. O capítulo, por sua vez,  conta com 10 a 15 lígulas amarelas e um botão central com flores tubulares, também elas amarelas. Os frutos são aquénios.

## Distribuição
Encontra-se presente em quase todo o continente europeu, abarcando parte da orla mediterrânea africana ocidental, em territórios de Marrocos e da Tunísia.

### Portugal
Trata-se de uma espécie presente no território português, nomeadamente em Portugal Continental. Marca presença em todas as zonas de Portugal Continental, salvo o Sotavento Algarvio e as ilhas Berlengas.
Em termos de naturalidade é nativa da região atrás indicada.

### Ecologia
Trata-se de uma espécie ruderal, que é capaz de medrar em prados, veigas, courelas agricultadas e na orla de valados e caminhos. Costumam privilegiar espaços húmidos.

## Protecção
Não se encontra protegida por legislação portuguesa ou da Comunidade Europeia.

## Taxonomia
A autoridade científica da espécie é L., tendo sido publicada em Species Plantarum 2: 870. 1753.

### Sinónimos[3]
- Jacobaea vulgaris
- Senecio flosculosus Jord.

- Senecio foliosus DC.

- Senecio foliosus Salzm.
- Senecio jacobaea L.
- Senecio jacobaea L. var. intermedius Willk.
- Senecio jacobaeoides Willk.
- Senecio jacobaeoides Mariz
- Senecio jacobaea Brot.
- Senecio praealtus Bertol.
- Senecio praealtus Bertol. subsp. foliosus Salzm

## Etimologia
Do que toca ao nome científico:
- No que toca ao nome genérico, Senecio, apesar de ser um nome latino, a origem remonta ao período helénico. Com efeito, Dioscórides[13] referiu que o nome grego deste género de plantas era Erigeron (ἠριγέρων)[14], que resulta da aglutinação dos étimos ἦρι[15], que significa «madrugada» e γέρων[16], que significa «velho». Este nome grego terá sido traduzido para latim sob o nome Sĕnĕcĭo[17], que significa simplesmente «homem velho; velhote».[18] Tal designação surge por alusão ao envelhecimento das folhas da erva-de-São-Tiago, que lembram o encanecimento dos cabelos nos homens de idade.[18][13]
- No que toca ao epíteto específico, Jacobaea, é uma alusão ao apóstolo S. Tiago, amiúde representado com longos e desgrenhados cabelos brancos, o que também serve de alusão ao envelhecimento das folhas desta planta.[19]

## Toxicologia e medicina popular
Trata-se de uma planta tóxica, cuja ingestão se pode revelar fatal para várias espécies, incluindo gado e cavalos. A erva-de-santiago já é conhecida desde a Antiguidade Clássica tendo sido recomendada nos escritos de Dioscórides, como ingrediente na confecção de inúmeros preparados medicamentosos.

Conheceu uso na medicina popular ibérica, tendo sido usada sobre a forma de cataplasma  para curar feridas, golpes, inflamações, para aliviar e curar assaduras, queimaduras, manchas e picadas de insectos. Terá ainda conhecido uso histórico na preparação de mezinhas com propriedade venotónicas, emenagogas e antiparasitárias.